# 纠正运动
纠正运动（阿拉伯语：‎），又称纠正革命、1970年政变，是时任叙利亚国防部长哈菲兹·阿萨德于1970年11月13日至16日发动的一场军事政变。1960年代末期，复兴党内因对泛阿拉伯统一运动的态度不同而形成两大权力中心。1970年10月末至11月初召开的叙利亚阿拉伯复兴社会党第十次民族代表大会上，在复兴党领导人萨拉赫·贾迪德等人的把持下通过了指控阿萨德等军方人士造成党内两大权力中心的局面、抨击其“失败主义反革命外交路线”并将其调离党政领导岗位的决定。阿萨德以复兴党民族指挥部领导机构无权解职为理由，在11月13日至16日发动军事政变占领党政机关，逮捕萨拉赫·贾迪德等党政高级官员。阿萨德与复兴党媒体否认这场运动的军事政变性质，称其为“纠正运动”。政变后，阿萨德改组复兴党的领导机构，扭转了一些过激政策，恢复人民议会，以总统制替代总理内阁制，颁布新宪法，展开其对叙利亚近30年的统治。